# そのケータイはXXで
『そのケータイはXXで』（そのケータイはエクスクロスで）は、上甲宣之の小説。しより&愛子シリーズの第1作。
これを原作とした日本映画が2007年に公開されている。

## 概要
第1回『このミステリーがすごい!』大賞で、最終選考に残る。受賞には至らなかったものの、インターネット読者投票2位を獲得した事や内容が評価され、隠し玉（編集部推薦）として宝島社から2003年に刊行された。発行部数は約10万部。2007年には全国東映系で劇場映画化もされている。また、本作を原作とした漫画版が出版され、ケータイコミックサイト「ワンダーコミック」から配信されている。
第二章「赤いケータイは、トイレの個室で」の、火請愛子と西園寺レイカが公衆便所で格闘する場面は、『ジョジョの奇妙な冒険』の第四部「ダイヤモンドは砕けない」を意識して執筆された。阿鹿里村のモデルは、播磨新宮である。

## ストーリー
女子大生の水野しよりは、友人の火請愛子とともに山奥の阿鹿里村を訪れる。だが、そこは、昔の風習が残る怪しげな村であった。しよりは押入れの中から見つけたケータイにかかってきた電話から、村の秘密を知る。だが、愛子との連絡が取れない。しよりは、ケータイの声に導かれ、脱出を試みる。

## 登場人物
水野しより（みずの しより）
女子大生。文学部に所属し、民族学を専攻している。過去に朝宮（あさみや）と付き合っていたが、朝宮の女癖が原因で別れる事に。その傷心旅行として、温泉巡りをしていたが、愛子に連れられ阿鹿里村へ来た。性格は穏和だが、人を信用しやすい節があり、弥生にも弱点だと指摘されている。
火請愛子（ひうけ あいこ）
しよりと同じ大学の同じサークルに所属する、しよりの友人。しかし、実際しよりに近づいたのは彼女の「別れ屋」という仕事に関係があった。別れ屋の中では業績トップの実力の持ち主。柔軟な思考の持ち主で（しよりには「コペルニクス的思考」と評されている）、レイカとの戦いにも競り勝った。
土田弥生（つちだ やよい）
しよりの友人。本作では登場機会は少なかったが、しよりにアドバイスを与えるなど助力していた。
しよりと同じ大学に入り、心理学を学んでいる。
西園寺レイカ（さいおんじ れいか）
愛子のかつての先輩で、実力は愛子に次いで二番目。だが、愛子が別れ屋の仕事でレイカと浮気相手を別れさせられた事で、愛子を恨んでいる。凶暴な性格である。この阿鹿里村の出来事が起きる半年前までは、凶暴ではなかった。(XX（エクスクロス）ゼロ 呪催眠カーズ)。裁縫バサミを常備している。
物部（もののべ）
京都大学の大学院で、阿鹿里村の研究をしている。しよりが押入れから発見したケータイで、しよりの手助けをしていた人物。押入れのケータイは実は彼の妹のケータイであり、彼は妹のかわりにしよりの脱出に手を貸したのだった。ハスキーな声とは裏腹に、外見は太っていて醜く、初対面の際しよりに拳銃を向けられた。
初音（はつね）
物部がしよりとの会話の中で阿鹿里村に残る古い風習を話した際に会話の中に登場する笛吹きを生業としていた女性。色白の美人で肌が陶器のように硬かった。実は彼女の存在が続編の『地獄のババぬき』や『コスプレ幽霊 紅蓮女』に登場するとある人物に繋がる事となる

## 映画
『エクスクロス 魔境伝説』（エクスクロス まきょうでんせつ）のタイトルで、2007年12月1日に公開された。

### キャスト
- 水野しより：松下奈緒
- 火請愛子：鈴木亜美
- 橘弥生：中川翔子
- 西園寺レイカ：小沢真珠
- 朝宮圭一：池内博之
- 物部静：岩根あゆこ
- 物部昭：岩尾望（フットボールアワー）
- 物部昭（声）：小山力也
- 八重：森下能幸
- 神威杏次
- 仁科貴

### スタッフ
- 原作：上甲宣之
- 監督：深作健太
- 脚本：大石哲也
- 音楽：池頼広
- 着信音協力：ドワンゴ
- VFX：オムニバス・ジャパン、IMAGICA
- アクション監督：横山誠
- アクション監督助手：大橋明
- 特殊メイク・造型：原口智生
- カースタント：アクティブ21（海藤幸広、大谷奈津江）
- 現像：東映ラボ・テック
- プロデューサー：小池賢太郎、松橋真三、近藤正岳
- 製作プロダクション：STUDIO SWAN
- 製作：エイベックス・エンタテインメント、STUDIO SWAN、東映、東映ビデオ、メモリーテック、アース・スター エンターテイメント、クオラス、東映衛星放送、宝島ワンダーネット、NECビッグローブ
- 上映時間：90分

### 主題歌
- Aly & AJ「こわれそうな愛の歌」(Potential Breakup Song)
  - ちなみに主役の鈴木亜美が「鈴木亜美 joins Aly & AJ」名義で日本語カバーしている。（アルバム「DOLCE」収録）

### 関連商品
※ DVD発売記念試写会（2008年5月14日）として、ニコニコ動画サイト内の生ライブで先着1000人限定で上映された。その際、出演者の鈴木亜美をゲストにトークショーも行われ、直筆サイン入りDVDが抽選で3人にプレゼントされるクイズ・キャンペーンも行われた。

## 漫画版
『XX（エクスクロス）』のタイトルで、映画化記念に2007年11月発売。キャラクター原案：田島昭宇、作画・製作協力：Production I.G。設定などが異なるアナザーストーリーとして描かれている。